# Rustenburg

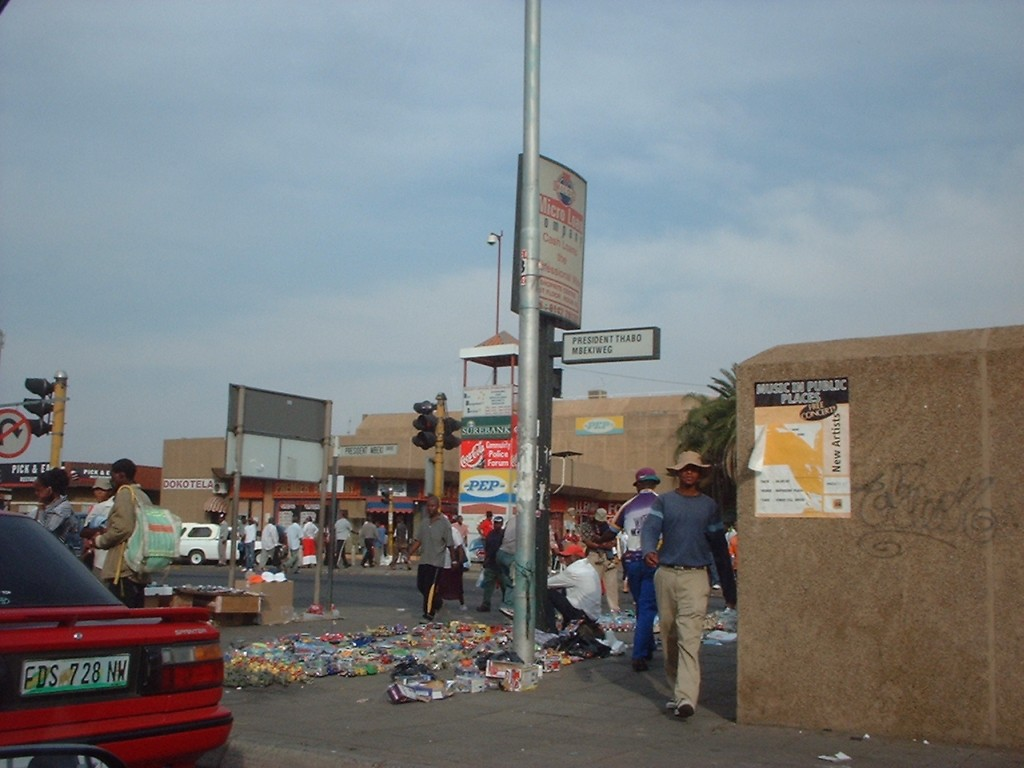
Gatumarknad i Rustenburg.

Rustenburg är en stad vid foten av Magaliesbergen i sydafrikanska Nordvästprovinsen. Vid folkräkningen 2011 hade centralorten 104 612 invånare, medan hela kommunen hade 549 575 invånare. Rustenburgs största förorter är Boitekong, Phokeng och Tlhabane.
Staden grundades av voortrekkers år 1851 som administrativt centrum i en bördig jordbruksregion. Mycket av stadens välstånd kommer än idag från kringliggande tobaks-, vete- och fruktodlingar, och den närliggande platinagruvan, som är en av världens största. I staden ligger även fotbollsarenan Royal Bafokeng Stadium som användes under fotbolls-VM 2010.